# Manuel Machata
Manuel Machata (ur. 18 kwietnia 1984 w Berchtesgaden) – niemiecki bobsleista, trzykrotny medalista mistrzostw świata.

## Kariera
Pierwsze sukcesy w karierze osiągnął w 2011 roku, kiedy wywalczył dwa medale na mistrzostwach świata w Königssee. Najpierw w parze z Andreasem Bredau zdobył brązowy medal w dwójkach, a parę dni później wspólnie z Bredau, Richardem Adjei i Christianem Poserem zwyciężył w czwórkach. Podczas rozgrywanych rok później mistrzostw świata w Lake Placid reprezentacja Niemiec w składzie: Manuel Machata, Marko Hübenbecker, Andreas Bredau i Christian Poser zdobyła brązowy medal w czwórkach. Ponadto w sezonie 2010/2011 zwyciężył w klasyfikacjach Pucharu Świata czwórek i kombinacji oraz zajął drugie miejsce w dwójkach. Rok później był trzeci w czwórkach i kombinacji, a w sezonie 2012/2013 zajmował trzecie miejsce we wszystkich trzech klasyfikacjach. Nigdy nie wystąpił na igrzyskach olimpijskich.